# Adel Weir
Pour les articles homonymes, voir Weir.
Adel Weir, née le 29 octobre 1983 à Evander, est une joueuse professionnelle de squash représentant l'Afrique du Sud. Elle atteint en janvier 2011 la 53e place mondiale sur le circuit international, son meilleur classement.

## Biographie
Elle est la fille de Gerty et Alwyn Weir. Son père est ingénieur, et sa mère enseignante. Elle est diplômée en gestion du sport de l'université de Johannesbourg en Afrique du Sud. Adel Weir épouse Douglas Sammons en 2010 et a une fille.
Après sa carrière de joueuse, elle entraîne à Guildford, au Royaume-Uni, après avoir obtenu son diplôme de l'université de Johannesbourg en 2005. Ensuite, elle entraîne à Doha, au Qatar, pendant 8 ans.